# 喜山黄腹树莺
又称休氏树莺，是雀形目树莺科的一种鸟类。
2022年，为了更好地体现其分类沿革及分布范围，“中国鸟类名录”10.0版将休氏树莺的中文名修改为喜山黄腹树莺。

## 特征
喜山黄腹树莺体重约5.32克，翼长约51.5毫米，嘴峰长约12.2毫米，喙宽度约2.4毫米，喙厚度约2.4毫米，跗蹠长约20.3毫米，尾长约48毫米。喜山黄腹树莺是部分迁徙的鸟类，其栖息在半开放的灌木丛中，食性为肉食性，主要食物来源是陆生无脊椎动物。

## 分布
喜马拉雅山脉，印度北部，尼泊尔，不丹和西藏东南部。